# Василь Щерецький
Василь Щерецький (* 15 грудня 1883 р. Лази, сьогодні Україна — 1962 р. Ужгород) — чехословацький політик і міжвоєнний депутат Національних зборів від Республіканської партії хліборобського і селянського народу (аграріїв) Підкарпатської Русі.

## Життєпис
За даними 1930 р. за фахом хлібороб у Нижніх Верецьках.
На додаткових сеймових виборах на Підкарпатській Русі 1924 р. став депутатом Народних зборів. Однак у 1924 році він відмовився від свого депутатського місця, і його замінив депутат Йосип Камінський. Він знову з'явився в парламенті лише після парламентських виборів 1929 року.

### Зовнішні посилання
- Василь Щерецький у Національних зборах у 1929 році